# کراسنوارمیسک، استان مسکو
شهر کراسنوارمیسک، اوبلاست مسکو (به روسی: Красноармейск) در کشور روسیه و در اوبلاست مسکو واقع شده‌است.